# Pseudhammus occidentalis
Pseudhammus occidentalis là một loài bọ cánh cứng trong họ Cerambycidae.